# Clubiona tabupumensis
Clubiona tabupumensis är en spindelart som beskrevs av Alexander Petrunkevitch 1914. Clubiona tabupumensis ingår i släktet Clubiona och familjen säckspindlar.
Artens utbredningsområde är Myanmar. Inga underarter finns listade i Catalogue of Life.